# Árpád Varecza
Árpád Varecza (* 6. September 1941 in Vác; † 26. September 2005 in Nyíregyháza) war ein ungarischer Mathematiker und Abteilungsleiter der Mathematikabteilung des Nyíregyháza Lehrerausbildungshochschule.

## Leben
Er wurde am 6. September 1941 in Vác geboren. Er absolvierte 1963 die Lehrerausbildungsstätte in Szeged und anschließend die Eötvös-Loránd-Universität in Budapest, die er an der ELTE mit einem Abschluss in Mathematik – Physik – Ingenieurwesen abschloss. Er unterrichtete an der Grundschule in Váchartyán und Verőce, dann am Géza Király Gymnasium in Vác.
Er begann seine Lehr- und Forschungskarriere auf College-Ebene 1969 am György Bessenyei Lehrerausbildungshochschule als Assistenzprofessor. 1983 wurde er Vollzeitprofessor am College. 1975 verteidigte er seine Doktorarbeit an der Lajos Kossuth Universität in Debrecen. 1982 verteidigte er seine akademische These „Algorithmen optimaler Ordnung“ vor der Ungarischen Akademie der Wissenschaften. Von 1984 bis zu seiner Pensionierung im Jahr 2000 war er Leiter der Mathematikabteilung der Nyíregyháza Hochschule. Ab 1990 war er drei Jahre lang Vizerektor des Kollegiums. 1999 war er außerdem Gründungsdirektor des Instituts für Mathematik und Informatik der Hochschule.

## Werk
Er spezialisierte sich auf Kombinatorik, einschließlich Sortieralgorithmen. Seinen Masterabschluss machte er mit seiner Dissertation „Optimale Sortieralgorithmen“. Ehrenerbender Präsident des Bezirkszweigs der János Bolyai Mathematische Gesellschaft.

## Schriften
- Mathematikwettbewerbe der Pädagogischen Hochschulen[1]
- Mathematische Wettbewerbe Rózsa Péter in Pädagogischen Hochschulen[2]

## Auszeichnungen und Ehrungen
- 1976 – Ministeriales Lob
- 1986 – Für hervorragende Arbeit
- 1989 – der Preis des Wissenschaftlichen Ausschusses
- 1992 – Beke-Manó-Gedächtnispreis
- 2000 – Gedenktafel von József Eötvös
- 2001 – Apáczai Csere János-Gebühr
- 2004 – Gyula Bereznai-Gedenkring